# 馬卡羅韋 (布拉特西克區)
47°52′16″N 31°53′1″E / 47.87111°N 31.88361°E
馬卡羅韋（烏克蘭語：Макарове），是烏克蘭南部的村莊，隸屬尼古拉耶夫州的沃茲涅先斯克區。該村面積0.25平方公里，海拔高度115米，2001年人口30，人口密度每平方公里120人。